# جیمز بریجز
جیمز بریجز (انگلیسی: James Bridges؛ ۳ فوریهٔ ۱۹۳۶ – ۶ ژوئن ۱۹۹۳) کارگردان، فیلم‌نامه‌نویس و تهیه‌کننده اهل ایالات متحده آمریکا بود.